# Waio

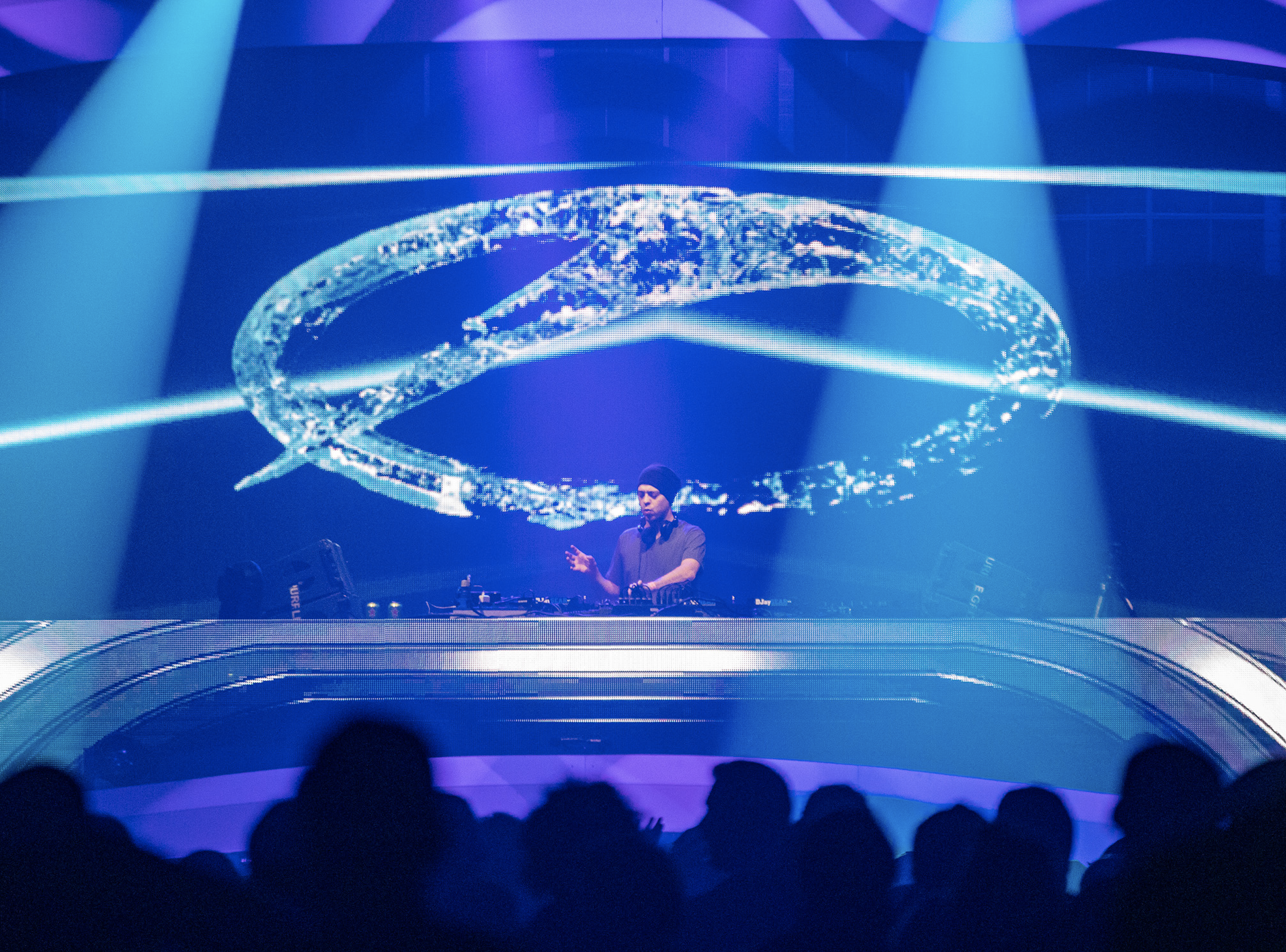
Waio at ASOT 950, Netherlands

Waio [vaɪjo] (* 11. September 1987 in São Paulo; bürgerlicher Name Fernando Seca) ist ein brasilianischer DJ, Musikproduzent und Musiklabelinhaber. Waio produziert elektronische Musik und legt als Live Act weltweit Sets auf. Sein Fokus liegt auf den Genres Trance und Psytrance.

## Leben und Karriere
Im Alter von sechs Jahren erlernte Waio Violine. Als Teenager entdeckte er sein Interesse für elektronische Musik und machte seine ersten Versuche in der Musikproduktion. Im Alter von 17 Jahren wurde er erstmals international für das Festival The Gathering in Japan gebucht. Neben Künstlern wie Astrix und vielen anderen hatte Waio als junger Künstler sein Debüt-Set außerhalb Brasiliens, welches aufgenommen und anschließend als DVD im Handel vertrieben wurde.
Er hat unter anderem auf dem Antaris, A State Of Trance, Boom Festival, Dreamstate USA, Electric Daisy Carnival, Fusion Festival, Ozora Festival, Tomorrowland und Universo Parallelo Festival gespielt.
Im Jahr 2020 gründete er zusammen mit zwei Partnern das Psytrance Musiklabel Synk87 und das DJ-Duo-Projekt Webra gemeinsam mit Vegas (bürgerlicher Name Paulo Vilela).

## Kollaborationen
Waio hat über die Jahre mit diversen Künstlern kollaboriert. Dazu gehören unter anderem Alok, Armin van Buuren, Avalon, Bryan Kearney, Simon Patterson, Tristan und viele weitere Künstler aus verschiedenen Genres.

## Diskographie
Waio hatte in seiner Laufbahn als Musikproduzent über 300 Veröffentlichungen.

### Alben
- 2023: //WOYAGER_7, Synk87 Rec.
- 2015: Supernowa, Synk87 Rec.